# Arusha-Nationalpark

Lage des Nationalparks

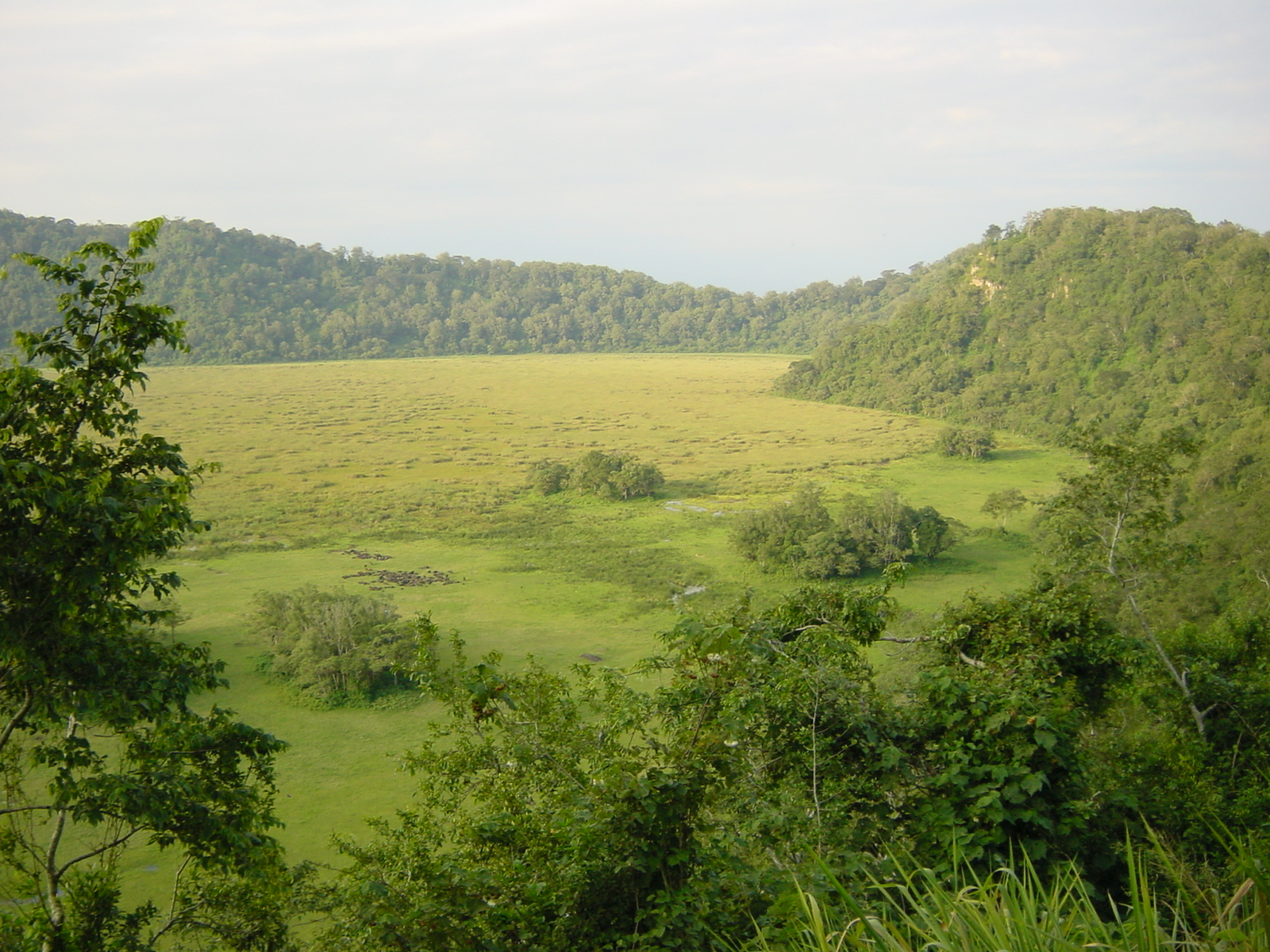
Ngurdoto-Krater im Arusha-Nationalpark

Der Arusha-Nationalpark ist ein Nationalpark in Tansania. Er liegt im Nordosten des Landes, nahe der kenianischen Grenze, nördlich von Arusha, zwischen dem Mount Meru und dem Kilimandscharo und ist über den internationalen Flughafen Kilimanjaro bei Arusha erreichbar.

## Geschichte
Der Park wurde 1960 als Ngurdoto Crater National Park eingerichtet; der Mount Meru wurde 1967 Teil des Parks. Der ungarische Graf Teleki besuchte 1876 als erster Europäer das Gebiet des heutigen Parks. Er beschrieb noch eine große Anzahl von Flusspferden und Nashörnern.

## Landschaft
Der Arusha-Nationalpark umfasst hauptsächlich den 4562 m hohen Berg Mount Meru, einen erloschenen Vulkan, mit dem Kleinen Mount Meru (3801 m) und dem Ash cone (Aschenkegel) sowie den Ngurdoto-Krater mit seinem feuchten, teils sumpfigen Grund und die kleine Serengeti. Zwischen dem Mount Meru und dem Ngurdoto-Krater befindet sich das Gebiet der Momella-Seen, welches von Sümpfen, Grasflächen und Bergwald geprägt ist. Die Berghänge sind von tropischem (Berg-)Regenwald, Wolken- und Nebelwald bewachsen. Der Park ist 137 km² groß und liegt auf 36° 50' O und 03° 15' S. Die Höhe variiert von 1500 m am Eingang bis 4562 m am Gipfel des Meru. Der Jahresniederschlag beträgt in den tiefen Lagen 600 bis 1300 mm, in den höheren bis zu 2400 mm.

## Besucher
Der Arusha-Nationalpark ist gebührenpflichtig und man benötigt eine Erlaubnis, die man an den Eingängen bekommt. Die Straßen im Park sind ungepflastert und nur mit Geländewagen gut zu befahren.
In der Nähe des Ngurdoto-Kraters befindet sich ein kleines Museum, in dem unter anderem ausgestopfte Vögel ausgestellt sind.
Die Anzahl der ausländischen Besucher erlitt im COVID-19-Jahr 2020 eine starke Einbuße.

## Tierwelt
Unter anderen leben folgende Tierarten im Park:
- Giraffe
- Afrikanischer Büffel
- Afrikanischer Elefant
- Steppenzebra
- Kirk-Dikdik
- Flusspferd
- Leopard
- Wasserbock
- Buschbock
- Warzenschwein
- Mangusten
- Diademmeerkatze
- Anubispavian
- 400 Vogelarten wie beispielsweise die Weißschwanzlerche.[2]

Das letzte Nashorn wurde 1987 geschossen. In den Bergwäldern leben Colobusaffen, beispielsweise Mantelaffen, und Buschschweine. Es gibt zahlreiche Wasservögel, zeitweise sammeln sich zehntausende Flamingos an den Seen. Die Zahl der Elefanten nimmt ab. 1977 lebten im Gebiet des Arusha-Nationalparkes einschließlich seiner Umgebung 16.600 dieser Tiere, 1987 waren es 2146 und 1990 nur noch 900.

## Bildergalerie

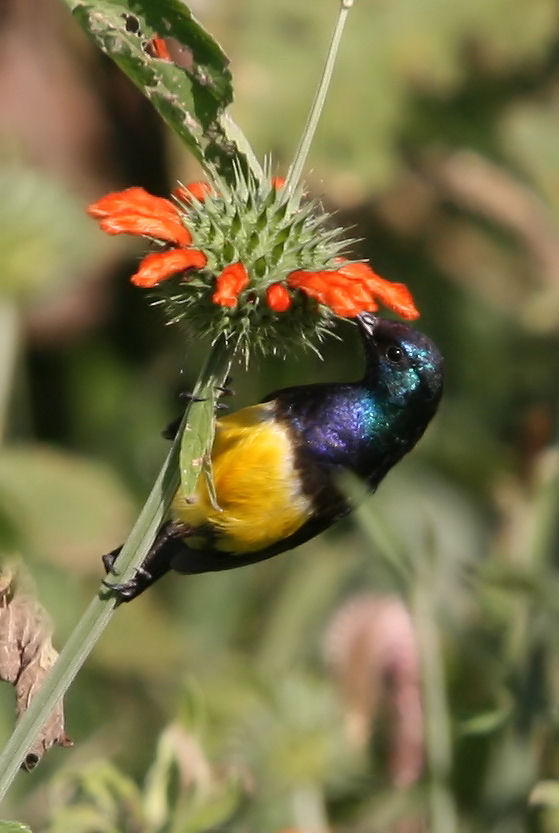
Der Nektarvogel Cinnyris venustus im Arusha-Nationalpark
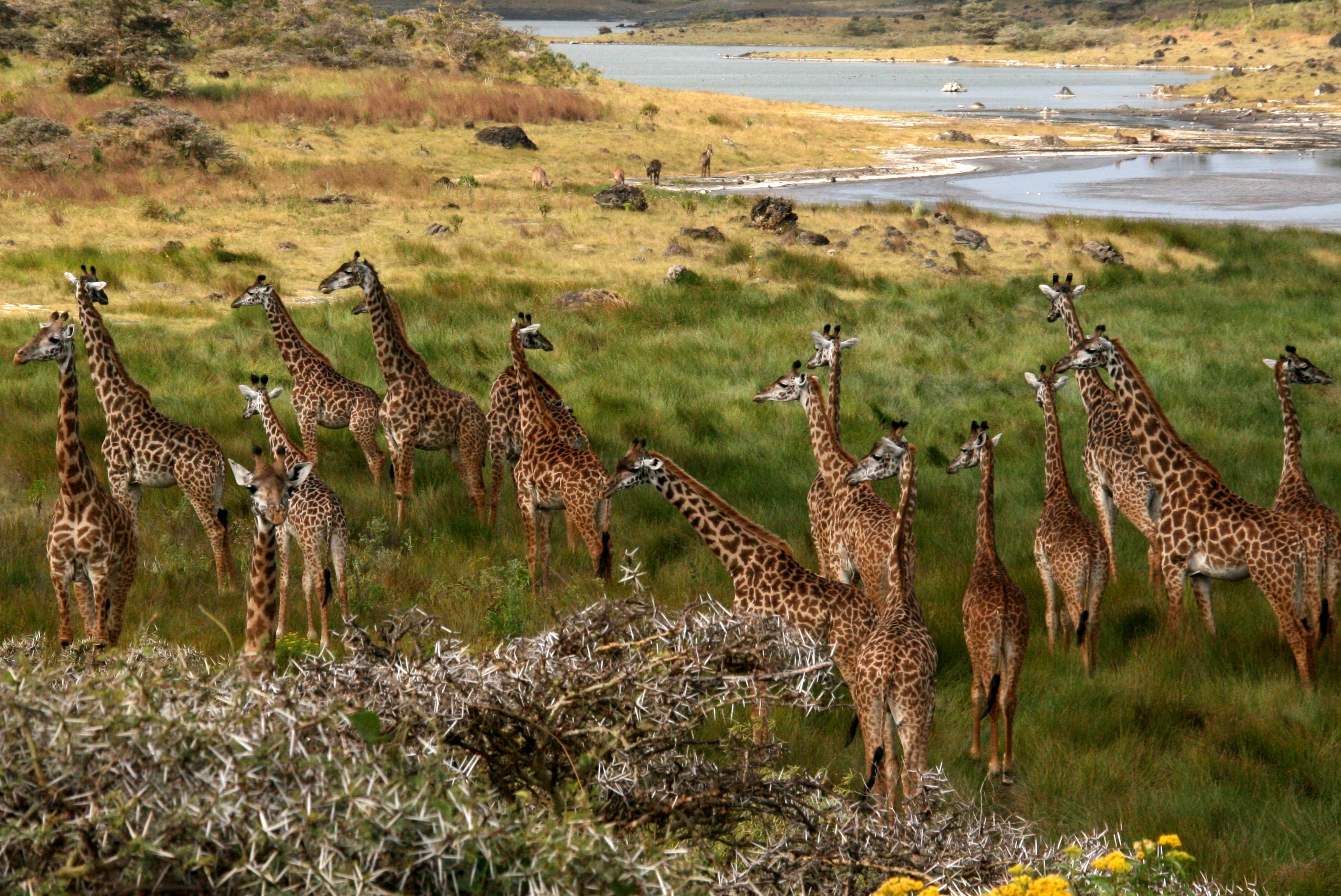
Giraffen im Arusha-Nationalpark
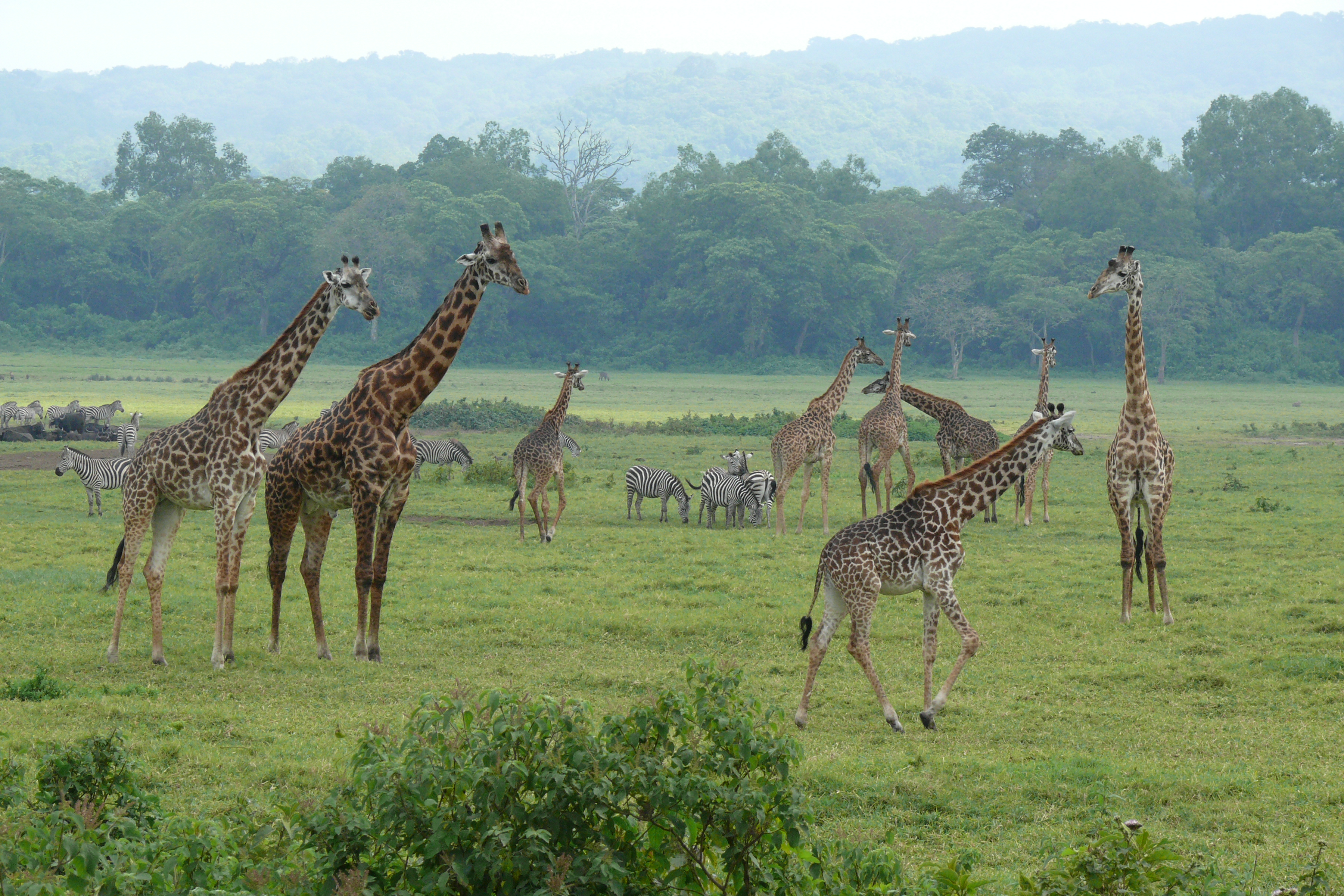
Die kleine Serengeti mit Giraffen und Zebras
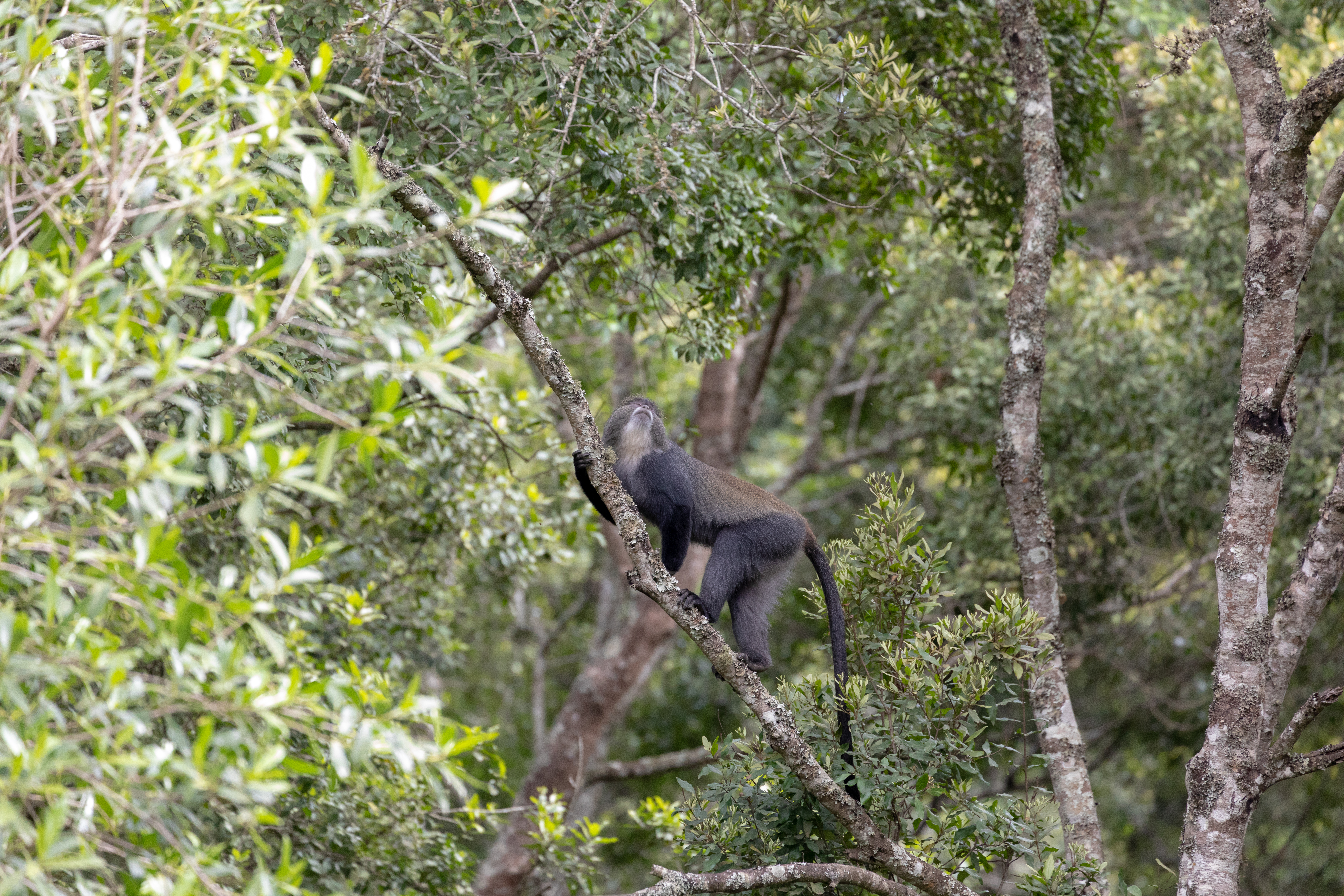
Eine Diademmeerkatze (Cercopithecus mitis) im Arusha-Nationalpark
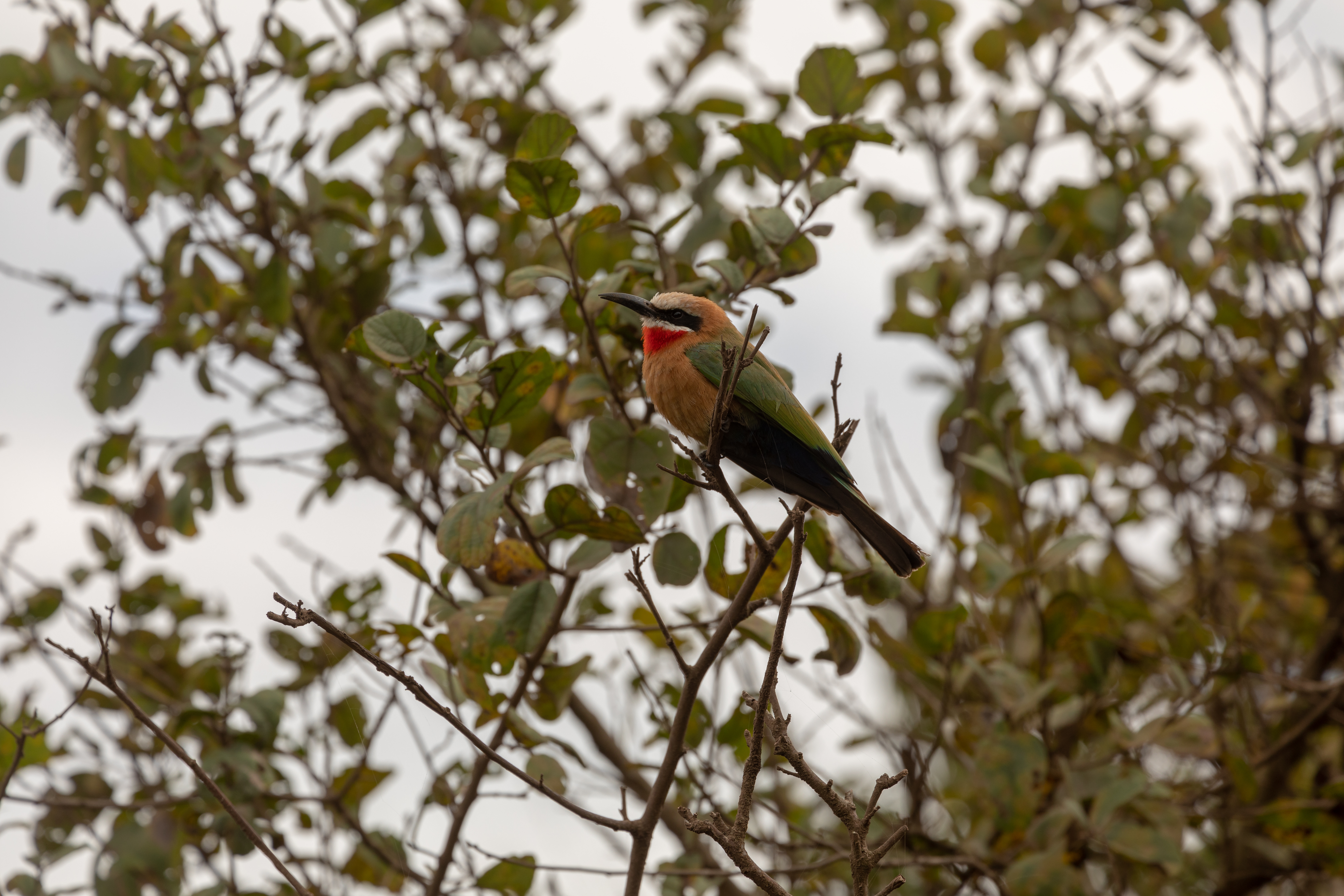
Ein Weißstirnspint (Merops bullockoides) im Arusha-Nationalpark
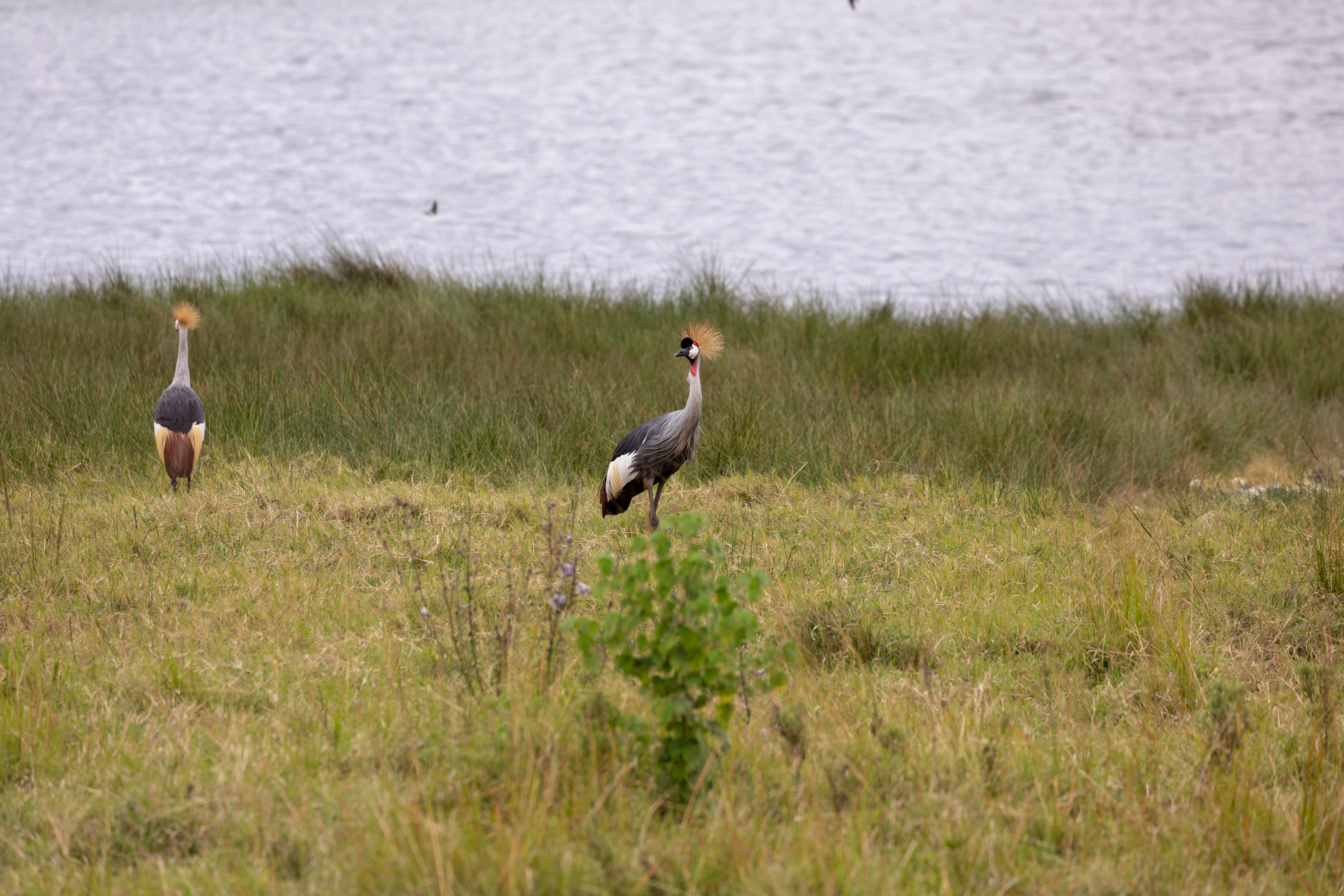
Ein Südafrika-Kronenkranich (Balearica regulorum) im Arusha-Nationalpark
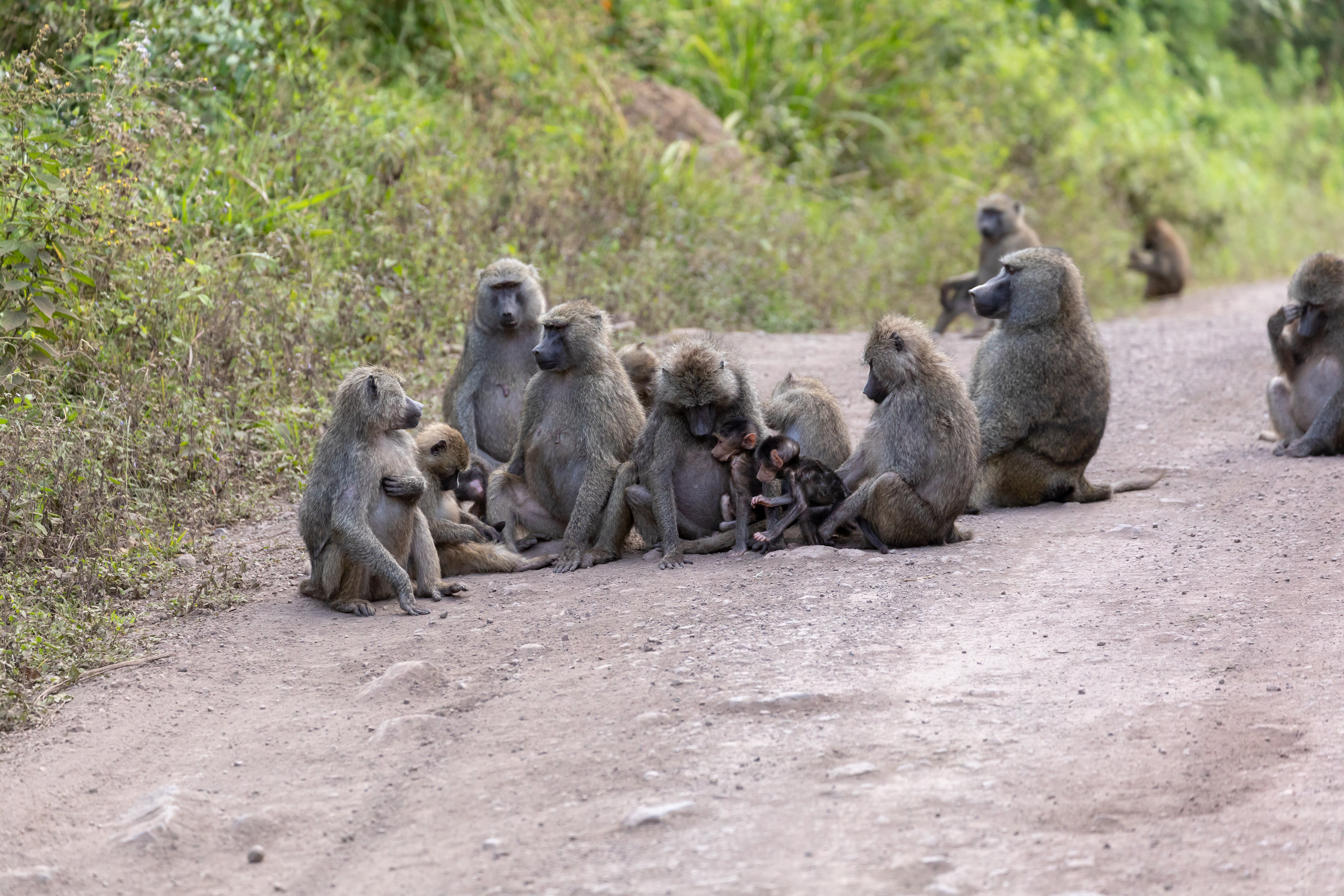
Anubispaviane (Papio anubis) im Arusha-Nationalpark

## Einzelbelege
1. ↑  Statistical Abstract 2020. (PDF) The United Republic of Tanzania, Oktober 2021, S. 144, abgerufen am 19. September 2022.
2. ↑  Rudolf Pätzold: Die Lerchen der Welt. Westarp Wissenschaften, Magdeburg 1994, ISBN 3-89432-422-8. S. 45